# Liste des sites Ramsar en Égypte
Cet article recense les zones humides d'Égypte concernées par la convention de Ramsar.

## Statistiques
La convention de Ramsar est entrée en vigueur en Égypte le 9 septembre 1988.
En janvier 2020, le pays compte 4 sites Ramsar, couvrant une superficie de 4 155,32 km2.

## Liste
| Site                                | Gouvernorat   | Notes | Date             | Superficie (km²) | Altitude (m) | Identifiant Ramsar | Identifiant WDPA | Coordonnées                       | Photo |
| ----------------------------------- | ------------- | ----- | ---------------- | ---------------- | ------------ | ------------------ | ---------------- | --------------------------------- | ----- |
| Lac Bardawil                        | Sinaï Nord    |       | 9 septembre 1988 | 595,00           | 0            | 407                | 17724            | 31° 04′ 59″ nord, 33° 04′ 59″ est |       |
| Lac Burullus                        | Kafr el-Cheik |       | 9 septembre 1988 | 462,00           | 0            | 408                | 17725            | 31° 30′ 00″ nord, 30° 49′ 59″ est |       |
| Zone protégée du lac Qarun          | Fayoum        |       | 4 juin 2012      | 1 340,42         | 45           | 2040               | 555547984        | 29° 34′ 08″ nord, 30° 36′ 18″ est |       |
| Zone protégée du Wadi El Rayan (en) | Fayoum        |       | 4 juin 2012      | 1 757,90         | 43           | 2041               | 555547985        | 29° 11′ 56″ nord, 30° 19′ 19″ est |       |